# Richard Parkes Bonington
Richard Parkes Bonington (født 25. oktober 1801 i Arnold (Nottinghamshire), død 23. september 1828 London) var en engelsk maler.
Bonington var elev af Antoine-Jean Gros, ven med Eugène Delacroix, begejstret af Louvres nederlandske og venetianske kunstskatte og først og fremmest opfyldt af selve naturen, hvis stemning den samtidige engelske landskabskunst havde åbnet hans øjne for, forenede han i sig betingelserne for en foregangsmand i Frankrigs daværende kunstudvikling. I sine billeder på Paris’ Saloner (1822—27) rettede han de franske maleres blikke på selve det maleriske som kunstens højeste mål. Således i sine historiske arbejder, hvor ikke fortællingen, men den strålende kolorit og stemningen var hovedsagen. Og således særlig i sine landskaber de bedste er i vandfarve, hvor lys og luft er trængte ind, enkle motiver fra sø og land eller med gamle tiders rige arkitektur, der anslog datidens romantiske strenge, Katedralen i Rouen. Særlig stor virkning har han nået i sine venetianske billeder, blandt hvilke prospekterne fra Dogepaladset og fra Canal grande står højest. Man har også gode raderinger og litografier fra hans hånd.

## Galleri
- Richard Parkes Bonington, Canal grande, Venedig, set mod Rialto, 1826, Kimbell Art Museum
- Richard Parkes Bonington, Canal grande, Venedig 1826, Yale Center for British Art
- Richard Parkes Bonington, Rouen, 1825, Wallace Collection